# Dick Tracy (stripfiguur)
Dick Tracy was een Amerikaanse stripreeks rond een heldhaftige detective, bedacht door de tekenaar Chester Gould.
Gould tekende de strips van 1931 tot 1977. Dick Tracy is een rechercheur in dienst van de politie van een Amerikaanse stad. Hij is slim, kan goed vechten en schiet nooit mis. Al vanaf het begin maakte Dick Tracy gebruik van allerhande technische snufjes, het meest bekend is een telefoonhorloge. In de jaren zestig werd dit een beeldtelefoonhorloge.

## Dick Tracy in films
In 1990 werd Dick Tracy verfilmd, met in de hoofdrollen Warren Beatty, Al Pacino, Dustin Hoffman en Madonna. Het verhaal was echter al vele malen gebruikt in bioscoopfilms, televisieseries en radiohoorspelen.